# Владимир Бартол
Владимир Бартол (24. фебруар 1903 — 12. септембар 1967) је био словеначки писац, драматик и публициста. Најпознатији је по свом историјском роману Аламут (1938) који је превођен у више језика и популаран широм света.
Романом Аламут, добио је велику међународну репутацију и то 70 година након објаве, јер Аламут добро описује збивања и данашње верске конфликте са исламским светом.

## Биографија
Рођен је у селу Св. Иван код Трста у грађанској породици као треће дете оцу Грегору (поштару) и мајци Марици (учитељици). По родитељима је имао добро образовање. Школу је похађао у Трсту и завршио у Љубљани. Мајка ну је такође била писац. Студирао је психологију и филозофију. Након дипломе 1925. студије наставља на Сорбони у Паризу (1926 — 1927). Војни рок одслужио је у Петроварадину а од 1933. до 1934. боравио је у Београду где је био уредник. Након рата живео је у Љубљани и био члан САЗУ-а.

## Наслови
- Лопез (1932, драма)
- Ал Араф (1935, кратке новеле)
- Аламут (1938, роман),
- Тржашке хумореске (1957, кратке новеле)
- Чудеж на васи (1984, роман)
- Дон Лорензо (1985, новела)
- Мед идило ин грозо (1988, новеле)
- Закринкани трубадур (1993, избор есеја)
- Младост при Светем Ивану (2001, аутобиографија)